# Termas Romanas de São Pedro do Sul

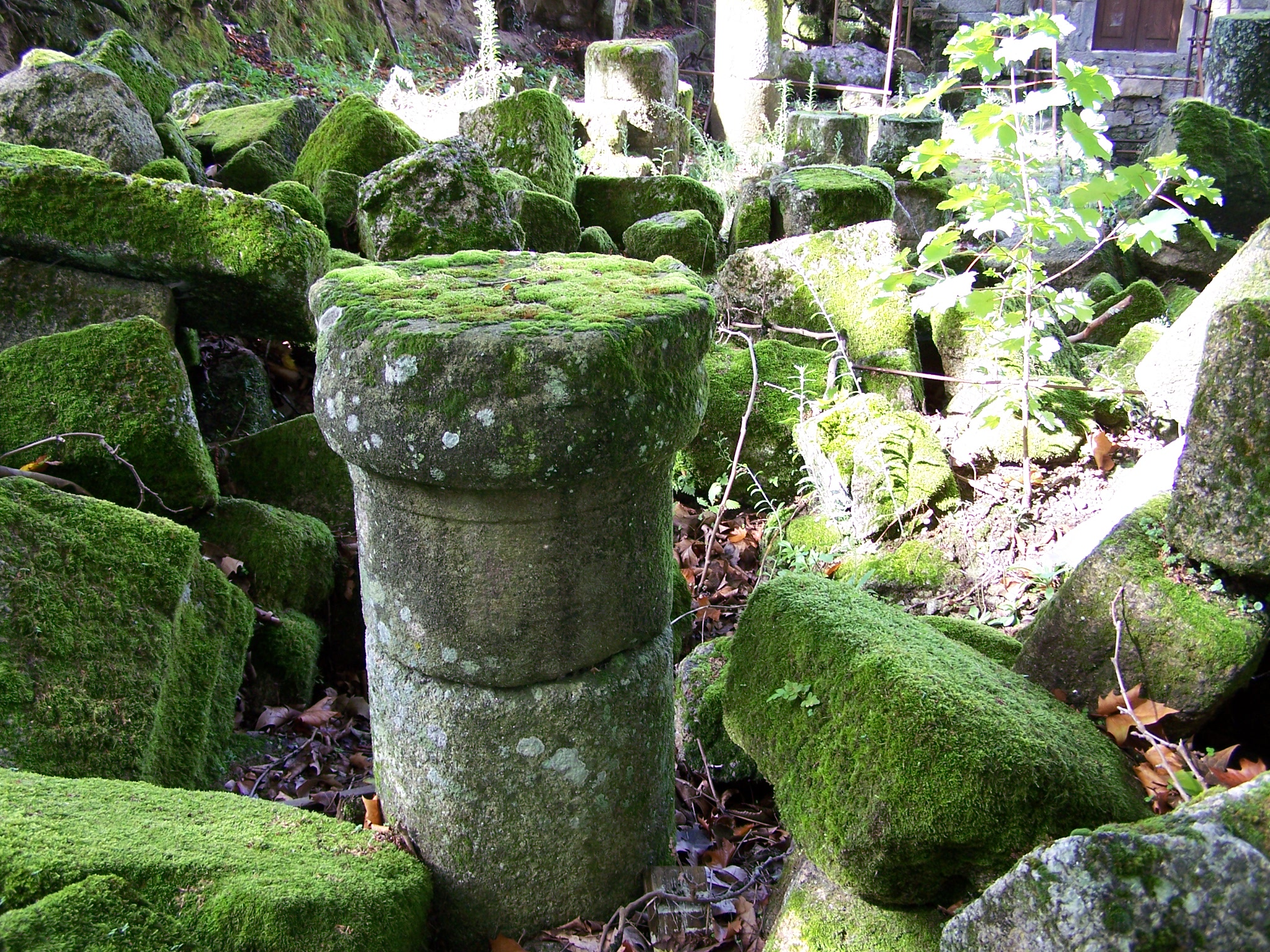
Vestígios romanos nas Termas de São Pedro do Sul, distrito de Viseu, Portugal.

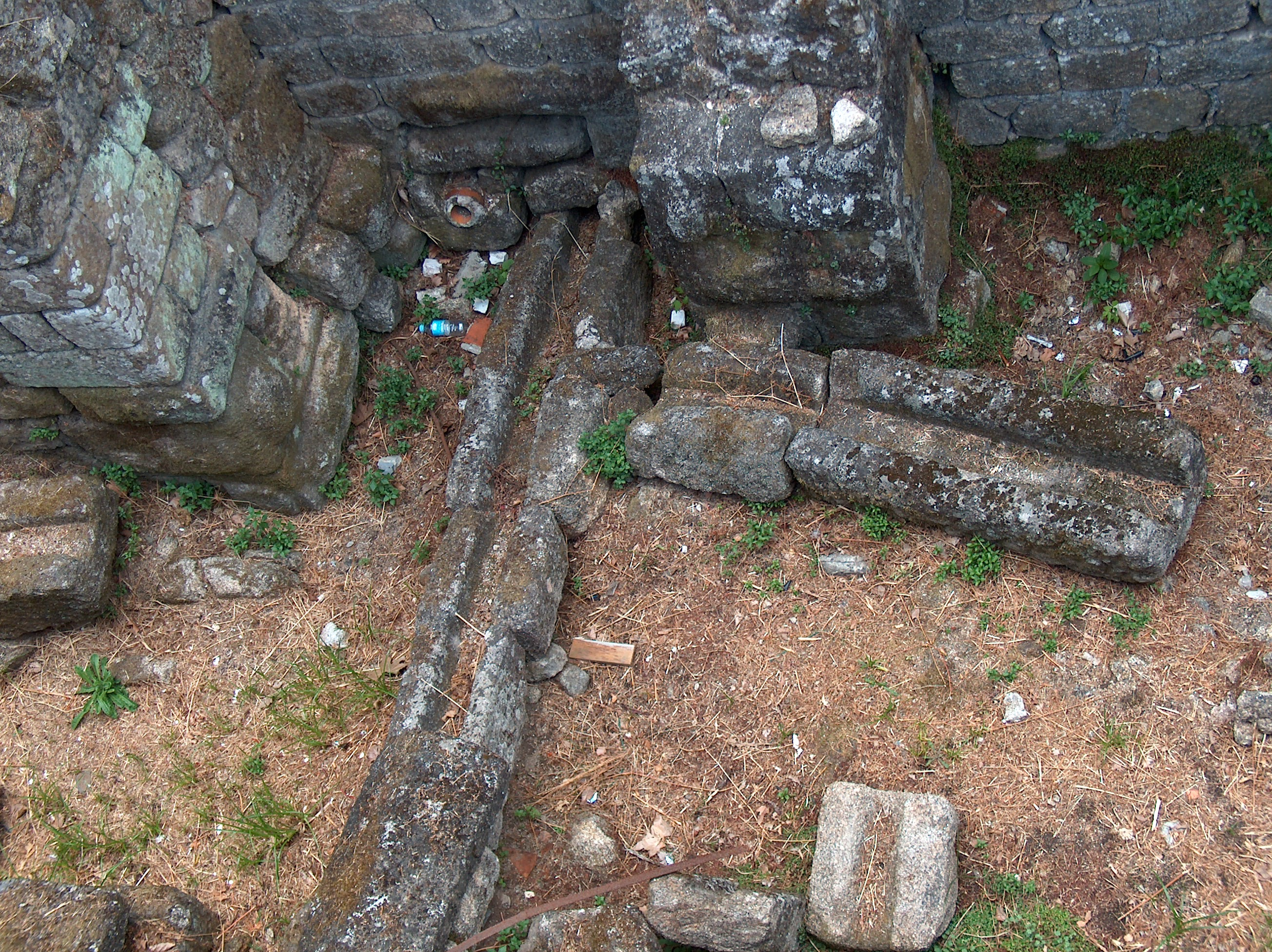
Construção conhecida por Piscina de D. Afonso Henriques.

As Termas romanas de São Pedro do Sul são termas localizadas na freguesia de São Pedro do Sul, Várzea e Baiões, município de São Pedro do Sul, em Portugal.
Situadas na margem esquerda do Rio Vouga, foram inicialmente construídas pelos romanos, embora haja registos de utilização do local por povos anteriores.
A estância termal no tempo dos Romanos, sendo então denominada de balneu romano. Dessa época podem ainda observar-se, para além de restos de uma piscina, troços de fustes e capitéis de grandes colunas e lápides com inscrições.
O conjunto também conhecido por Piscina de D. Afonso Henriques é propriedade da Câmara Municipal de São Pedro do Sul e encontra-se classificado como Monumento Nacional desde 1938.
O nome Balneário D. Afonso Henriques é herdado do rei que ali curou a fractura de uma perna após a batalha de Badajoz em 1169.

## Ligações esternas
- Construção conhecida por Piscina de D. Afonso HenriquesLigações externas«Sítio oficial»
- Construção conhecida por Piscina de D. Afonso Henriques na base de dados Ulysses da Direção-Geral do Património Cultural
- Termas de São Pedro do Sul na base de dados Portal do Arqueólogo da Direção-Geral do Património Cultural